# Regimiento n.º 88 de Infantería
El regimiento n.º 88 de Infantería (Connaught Rangers), conocidos con el sobrenombre the Devil's Own, fue uno de los 8 regimientos irlandeses al servicio del Ejército Británico estacionados en Irlanda. Como parte de las reformas Cardwell-Childers fue fusionado con el 94.º el 1 de julio de 1881 dando lugar a los Connaught Rangers.

## Historia
Creado el 25 de septiembre de 1793 con reclutas de Connacht por John Thomas de Burgh, 13.º Earl de Clanricard, sirvió en Flandes en la desastrosa Expedición Walcheren hasta el regreso del ejército en 1795. Ese año estaban destinados a las Indias Occidentales pero la misión se suspendió hasta abril de 1798 en que dos compañías fueron enviadas a Grenada y Santa Lucía. 
Reorganizado en Jersey, el 88.º fue embarcado en 1799 rumbo a la India, arribando a Bombay a comienzos de 1800, excepto 2 compañías que desembarcaron en Madrás. Tras permanecer un tiempo en Sri Lanka y mientras aguardaban transporte a Java fueron enviados a Egipto, en la expedición al mando de Sir David Baird, donde luchó hasta la paz de 1802, regresando a su patria donde permanecieron estacionados los siguientes tres años en los condados de Kent y Sussex.
En noviembre de 1806 el primer batallón del regimiento al mando del teniente coronel Alexander Duff se sumó al ejército de la segunda invasión inglesa al Río de la Plata: tras permanecer embarcado un mes en Falmouth Harbour, partieron en convoy a Ciudad del Cabo, para dirigirse luego, tras escala en Santa Helena, al Río de la Plata. 
En julio de 1807, tras permanecer embarcados medio año, participaron del desastroso ataque a la ciudad de Buenos Aires integrando la división comandada por William Lumley. Durante el ataque el 88.º formó la agrupación  central, avanzando en dos columnas, una al mando directo de Duff (por la actual calle Perón) y otra al mando del mayor Vandeleur (por Sarmiento).
El fuego de los cantones situados en la calle Suipacha al mando de Balbiani, lo obligó a desviarse por esa calle hasta la Iglesia de San Miguel, en donde intentó entrar sin éxito debido al fuego del cantón ubicado frente al templo y a sus sólidas puertas, por lo que decidió continuar por Mitre hasta hacerse fuerte en unas casas. Duff recordaría que:

No bien alcanzamos la entrada de la iglesia de San Miguel, el enemigo comenzó un terrible fuego desde las casas opuestas. Habiendo perdido unos treinta hombres en esta entrada, y comprendiendo que era imposible forzar las puertas de la iglesia con las herramientas que me habían entregado, juzgué prudente desistir y penetrar más en la ciudad esperando encontrar una posición más ventajosa. Al abandonar la entrada de la iglesia fuimos castigados con un fuego continuado. Después penetré en la ciudad hasta que juzgué que me hallaba cerca de la fortaleza. Viendo que había perdido tanta gente en la calle, que los cuatro oficiales de granaderos estaban heridos, que el mayor, el ayudante y el cirujano auxiliar habían sido muertos, y que había perdido, entre muertos y heridos, de ochenta a cien soldados de mi débil columna, doblé a la izquierda y busqué refugio ocupando tres casas...
 Teniente coronel Alexander Duff

No obstante, los húsares de Martín Rodríguez atacaron fuertemente por los fondos de las casas que daban a la Iglesia de San Miguel por lo que Duff debió rendirse poco después del mediodía.
Duff había resuelto no llevar la bandera de su regimiento: "La poca confianza que yo tenía en el ataque me indujo a dejar mi bandera en el cuartel general, creyendo que yo podría hacerlo de acuerdo con el espíritu de la orden que recibiera".
Tras la capitulación británica, el 88.º fue el primer regimiento en regresar a Europa, en noviembre de 1808. Al mando del ahora coronel Duff, el 88.º fue embarcado en diciembre como parte del ejército destinado a España al mando del mayor general John Coape Sherbrooke para participar de la Guerra Peninsular (1808-1814). Si bien el punto de desembarco previsto era Cádiz, las autoridades españolas se mostraron reacias a admitir tropas británicas en la guarnición de esa plaza, por lo que retrocedieron a Lisboa.

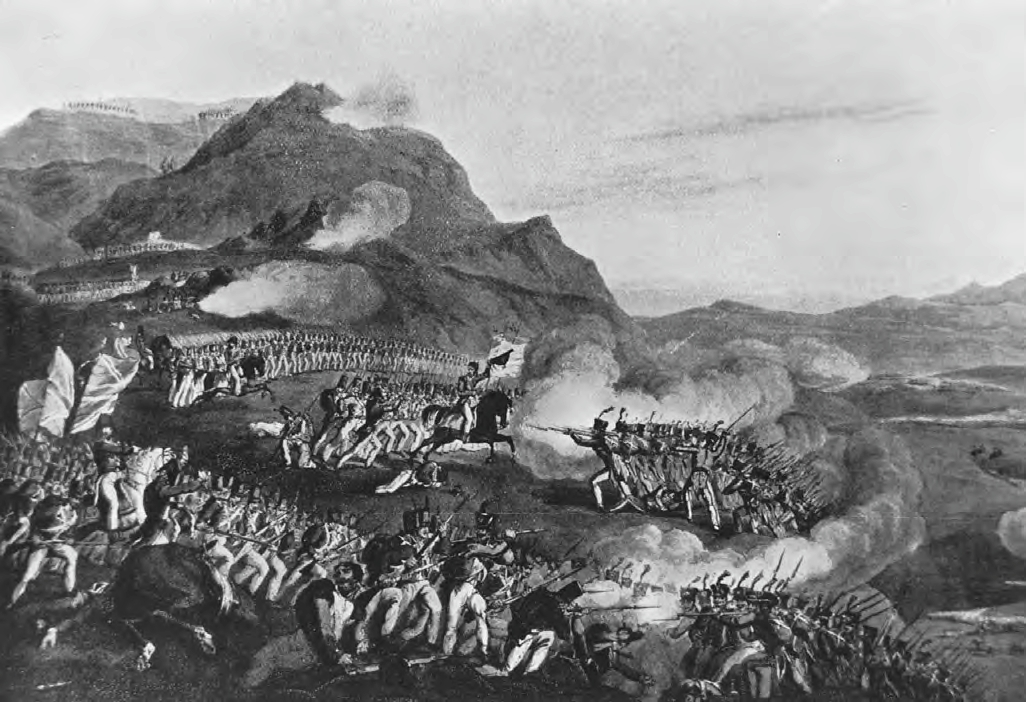
Batalla de Buçaco.

Tras desembarcar en Portugal el 13 de marzo de 1809 el 88.º se sumó al ejército de Sir Arthur Wellesley y participó del ataque de flanco de William Carr Beresford, luchando en Talavera.
El segundo batallón también fue destinado a la lucha en la península. En 1809 fue enviado de Lisboa a Gibraltar, y de allí a Cádiz en 1810, combatiendo en defensa de la ciudad durante el ataque sobre Matagorda. El 2.º batallón regresó a Lisboa antes de la victoria de Thomas Graham en la batalla de Barrosa del 5 de marzo de 1811 y unido al ejército de Wellington estuvo presente en la batalla de Sabugal (3 de abril de 1811), y en las operacione subsiguientes dirigidas a la conquista de Badajoz, después de lo cual transfirió el grueso de sus efectivos al 1.º batallón y el resto regresó a Gran Bretaña, donde permaneció en reserva hasta ser disuelto formalmente en Clare Castle en enero de 1816. 
En septiembre de 1810 en una carga de bayoneta liderada por el coronel Alexander Wallace el 1.º batallón del 88.º rechazó el avance de las tropas francesas al mando de André Masséna en la Batalla de Buçaco salvando la jornada para las armas británicas. El mismo Wellington desmontó tras el combate diciendo a Wallace que por su honor "nunca había visto una carga tan galante que la que su regimiento acababa de hacer".
Tras la batalla se vio envuelta en la retirada de Wellesley a las Líneas de Torres Vedras donde se hicieron cargo del frente al este de esa ciudad. En mayo de 1811 lideraron la carga en la Batalla de Fuentes de Oñoro que terminó de rechazar a Massena de Portugal.

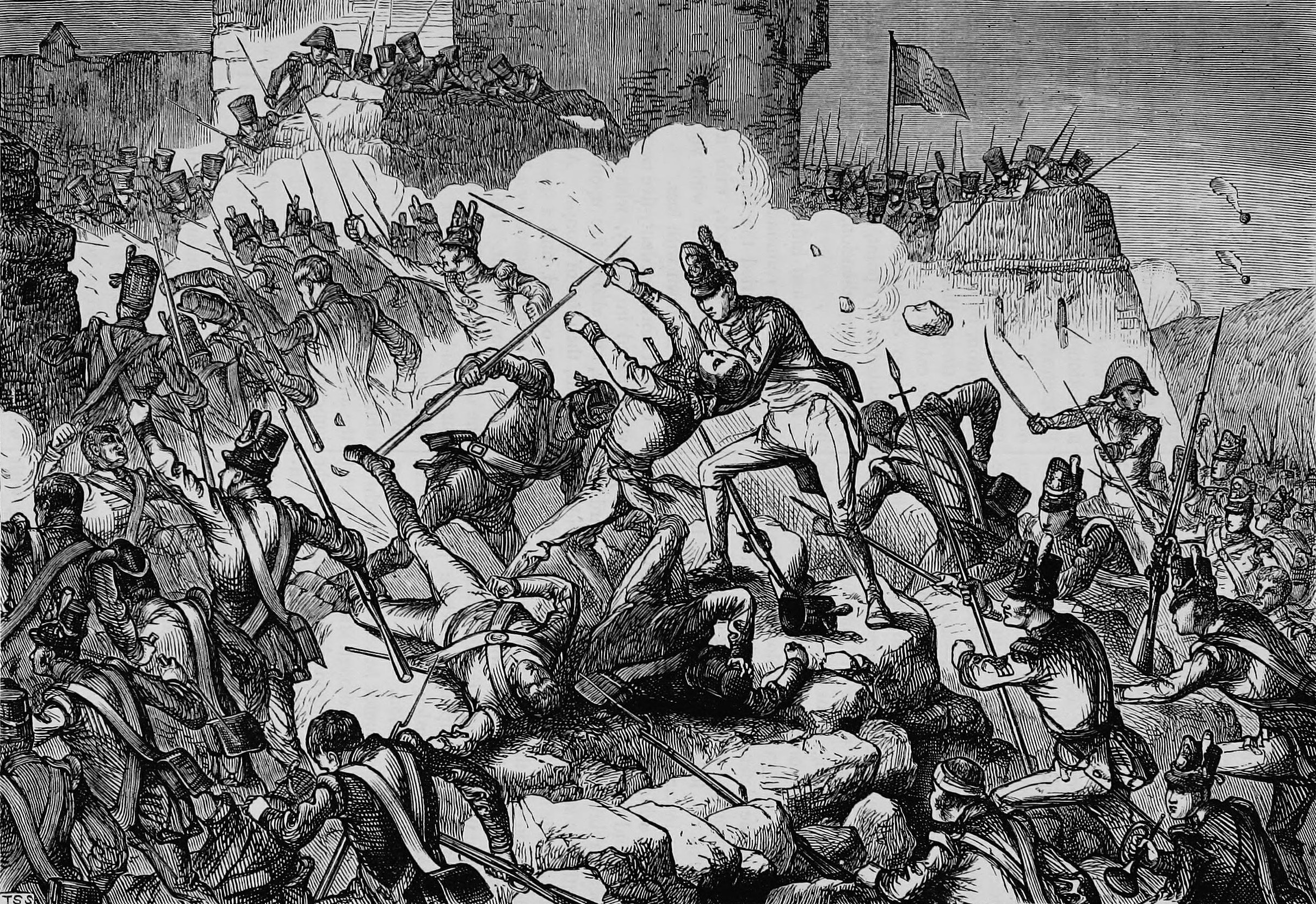
Sitio de Ciudad Rodrigo.

En enero de 1812 una sección de 20 voluntarios del 88.º al mando del teniente William Mackie tuvo un rol crucial en la captura de Ciudad Rodrigo. El comandante de la división, general Picton, los arengó en esa ocasión con las palabras "Rangers de Connaught, no es mi intención gastar pólvora esta tarde, haremos esto con el frío hierro." El grupo de asalto se preparó para el ataque con las armas descargadas manifestando que si no lo hacían a bayoneta, no lo harían en absoluto, por lo que Wellington dio la orden de que los dejaran en paz y les permitieran hacerlo a su manera ("Let him alone! let him go his own way").
Posteriormente el 88.º luchó en la Batalla de Badajoz (16 de marzo a 6 de abril de 1812), donde consiguieron escalar los muros del castillo en momentos en que las tropas británicas estaban siendo diezmadas en las brechas que habían logrado abrir.
En la Batalla de los Arapiles (22 de julio de 1812) el 88.º encabezó el ataque central sobre la colina en Miranda de Azán que destrozó las tropas de Macaune, primer paso de la derrota francesa en lo que sería el punto de inflexión de la guerra en la península.

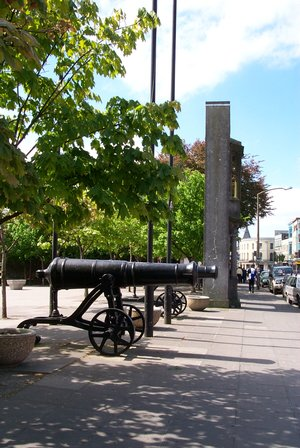
Cañón presentado al 88.º como reconocimiento a su papel en Crimea (Eyre Square, Galway).

En los siguientes años, el 88.º participó de la campaña en España, de la lucha por el paso de los Pirineos y del final de la campaña en territorio francés en 1814. Tras ser enviado a Quebec, Canadá, para participar de una infructuosa expedición contra Plattsburg, sobre el lago Champlain, regresó a Europa al huir Napoleón Bonaparte de Elba pero llegó demasiado tarde como para luchar en la Batalla de Waterloo, desembarcando en Ostende un mes después de la batalla, por lo que se unió a las fuerzas de ocupación en París, permaneciendo hasta 1817, la mayor parte del tiempo estacionado en Valenciennes.
Posteriormente, el 88.º sirvió en las Islas Jónicas entre 1825 y 1836, que habían sido asignadas a Gran Bretaña en el Congreso de Viena. Sirvieron sucesivamente en el Mediterranean, Indias Occidentales y Canadá desde 1841 a 1851. Fue el primer regimiento en Inglaterra en partir rumbo a la Guerra de Crimea en 1854, luchando en las batallas de Alma e Inkerman y en el Sitio de Sebastopol (1854-1855). 
Tras finalizar el conflicto, el 88.º regresó a Gran Bretaña solo para ser enviado a participar de la represión de la Rebelión de la India de 1857. El regimiento, con una fuerza de 990 hombres y un refuerzo de otros 100, se embarcó en julio de 1857 en cuatro destacamentos, arribando a Calcuta en noviembre. El 25 de ese mes, 6 compañías fueron enviadas al frente de batalla: 4 a Cawnpore y 2 a la cercana Futtipore. L finalizar 1858 el total de bajas del regimiento era de 17 muertos (un oficial) y 144 heridos (6 oficiales).
El 88.º permaneció en India hasta 1870. A esas fechas 416 hombres del regimiento habían muerto. 

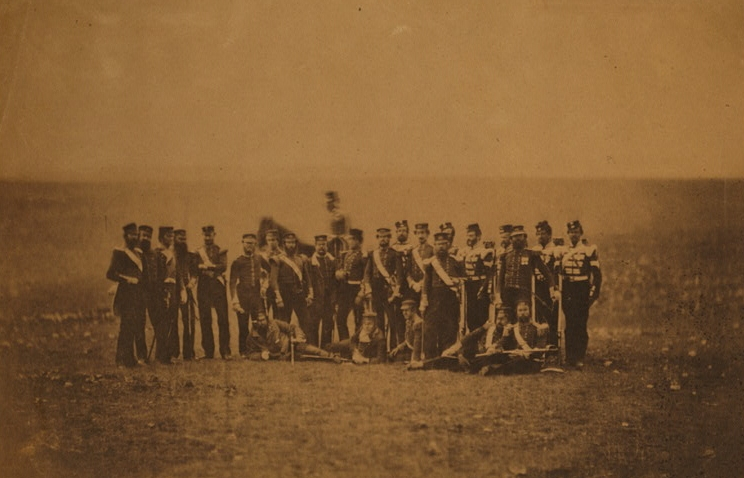
Oficiales del 88.º en Crimea (1855).

Enviado al Cabo, sirvió luego en la novena guerra Xhosa (o Khaffir, 1877-1879) y en la guerra Anglo-Zulú de 1879. En 1880 dejó Sudáfrica y fue estacionado en Bengala, India Británica. 
En 1881 como parte de las reformas Cardwell del Ejército Británico, fue fusionado con el 94.º de infantería conformando el 1.º batallón de los Connaught Rangers.
El lema del regimiento era Quis Separabit.